# Revson
Revson Cordeiro dos Santos, plus communément appelé Revson, né le 20 décembre 1987 à Cascavel (Brésil), est un footballeur brésilien évoluant au poste de milieu de terrain à l'Avaí FC depuis 2014.